# 제19회 영국 아카데미 영화상
제19회 영국 아카데미 영화상은 1965년의 최고의 영화를 기리기 위해 1966년에 열린 시상식이다.

## 수상

### 작품상
- 마이 페어 레이디 - 조지 큐커 수상

### 알렉산더 코다 상
- 국제 첩보국 - 시드니 J. 퓨리 수상

### 칼 포먼 상
- 주디 덴치 수상

### 남우주연상(영국)
- 달링 - 더크 보거드 수상

### 남우주연상(외국)
- 킬러스 - 리 마빈 수상
- 캣 벌루 - 리 마빈 수상

### 여우주연상(영국)
- 달링 - 줄리 크리스티 수상

### 여우주연상(외국)
- 패트리샤 닐 수상

### 각본상(영국)
- 달링 - 프레더릭 라파엘 수상

### 촬영상
- 국제 첩보국 - Otto Heller 수상

### 촬영상(흑백)
- 더 힐 - 오스워드 모리스 수상

### 의상상
- 럭키 레이디 - Osbert Lancaster 수상

### 미술상
- 국제 첩보국 - 켄 애덤 수상

### 미술상(흑백)
- 달링 - Ray Simm 수상

### 단편애니메이션작품상
- Vera Linnecar 수상

### 단편영화작품상
- Don Higgins 수상

### UN상
- 이치가와 곤 수상

### 특별상
- Derek Williams 수상